# Mathiya
Mathiya – gaun wikas samiti w środkowej części Nepalu  w strefie Narajani w dystrykcie Rautahat. Według nepalskiego spisu powszechnego z 2001 roku liczył on 706 gospodarstw domowych i 4846 mieszkańców (2353 kobiet i 2493 mężczyzn).